# Хониган, Ллойд
Ллойд Хониган (англ. Lloyd Honeyghan; 22 апреля 1960) — ямайский боксёр-профессионал, выступавший в полусредней весовой категории. Абсолютный чемпион мира в полусреднем весе (1986—1987). Чемпион мира в полусреднем весе по версиям WBA (1986—1987), IBF (1986—1987), WBC (1986—1987; 1988—1989). Чемпион Европы по версии EBU (1985).

## Профессиональная карьера

### Завоевание титула абсолютного чемпиона мира
27 сентября 1986 года Дональд Карри проводил защиту трёх чемпионских титулов в полусреднем весе в бою против британца Ллойда Хонигхана. Действующий чемпион был фаворитом 5 к 1. После 6-го раунда Карри отказался от продолжения боя. К тому моменту американец проигрывал на карточках всех судей — 56-59 и 56-58 (дважды). Для Карри это поражение стало первым в карьере. Бой был признан Апсетом года по версии журнала «Ринг».

### Чемпионский бой с Майком Бриландом
В марте 1990 года в бою за титул WBA встретился с Марком Бриландом. Бой состоялся в Лондоне, на стадионе Уэмбли. На протяжении боя Бриланд 6 раз посылал Хонейгэна в нокдаун. В 3-м раунде, после очередного падения британца, рефери остановил поединок. Бриланд победил техническим нокаутом, в 4-й раз защитив свой титул.

## Награды
- Благодарственная медаль признания от ямайского премьер министра (10 ноября 1985)
- Апсет года по версии журнала «Ринг» (1986)